# Chesterfield (Indiana)
Chesterfield – miasto w Stanach Zjednoczonych, w stanie Indiana, w hrabstwie Madison.

## Demografia
W 2000& r. miasto to zamieszkiwało 2969 osób. W 2023 r. liczba mieszkańców spadła do 2501 osób, a gęstość zaludnienia 707 osób/km².